# Neuleiningen-Tal
Neuleiningen-Tal ist ein Weiler, der nur aus wenigen Häusern besteht und über seinen Hauptort Neuleiningen zur Verbandsgemeinde Leiningerland gehört. Diese liegt im Landkreis Bad Dürkheim (Rheinland-Pfalz).

## Geographie

### Lage
Während der Hauptort sich in etwa 300 m Höhe auf dem Schlossberg, einem Vorberg des Leininger Sporns nahe dem nördlichen Ende der pfälzischen Haardt, um die gleichnamige Burg Neuleiningen gruppiert, liegt der Weiler 120 m tiefer auf etwa 180 m Höhe unten am Eckbach. An diesem entlang verläuft hier ein Abschnitt des Eckbach-Mühlenwanderwegs, der 23 Mühlen der Region verbindet, die teilweise restauriert sind. Davon stehen zwei Mühlen in Neuleiningen-Tal. Unterhalb öffnet sich das Eckbachtal zur rebenbestandenen Hügellandschaft am Westrand der Rheinebene.

### Umgebung
Westlich oberhalb von Neuleiningen-Tal breitet sich am Eckbach die Ortsgemeinde Altleiningen aus, auf dem Schlossberg nördlich liegt der Hauptort Neuleiningen. Direkt östlich an den Weiler grenzt die Nachbargemeinde Kleinkarlbach. Im Süden erhebt sich der Kieselberg mit Burgruine und Ortsgemeinde Battenberg.

## Sehenswürdigkeiten
Eckbachweiher
Westlich oberhalb der beiden Mühlen ist das Gewässer zum Eckbachweiher aufgestaut. Dieser diente früher einerseits als Hochwasserschutz, andererseits stellte er als Wasserspeicher auch in Trockenperioden den Betrieb der Mühlen sicher.
Obermühle
Die Obermühle, 1615 erstmals urkundlich erwähnt, ist eine ehemalige Getreide- und Papiermühle. Sie wurde 1873 in eine Keramikfirma, die Steingutfabrik Jacobi, Adler & Co. umgewandelt. Nach dem Ersten Weltkrieg geriet sie in wirtschaftliche Schwierigkeiten und musste 1932 liquidiert werden. Die umgebaute Anlage wird im 21. Jahrhundert durch eine Spedition genutzt.
Felsenmühle
Die etwa 300 m bachabwärts gelegene Felsenmühle wurde 1490 erstmals genannt. Sie besteht aus dem Haupthaus im Norden, einem Wohnflügel im Osten, einer großen alten Scheune im Süden und dem Mühlenflügel im Westen; dazwischen erstreckt sich ein gepflasterter Innenhof. Das Erdgeschoss des Haupthauses liegt ein Stockwerk höher als der Hof, der über eine mittig angebrachte Doppeltreppe erreicht wird.
Historischer Waschplatz
Im Hanggelände westlich des Weilers und südlich des Eckbachweihers befindet sich der historische Waschplatz von Neuleiningen aus dem 19. Jahrhundert, eine der wenigen erhaltenen Anlagen dieser Art.

Sehenswürdigkeiten
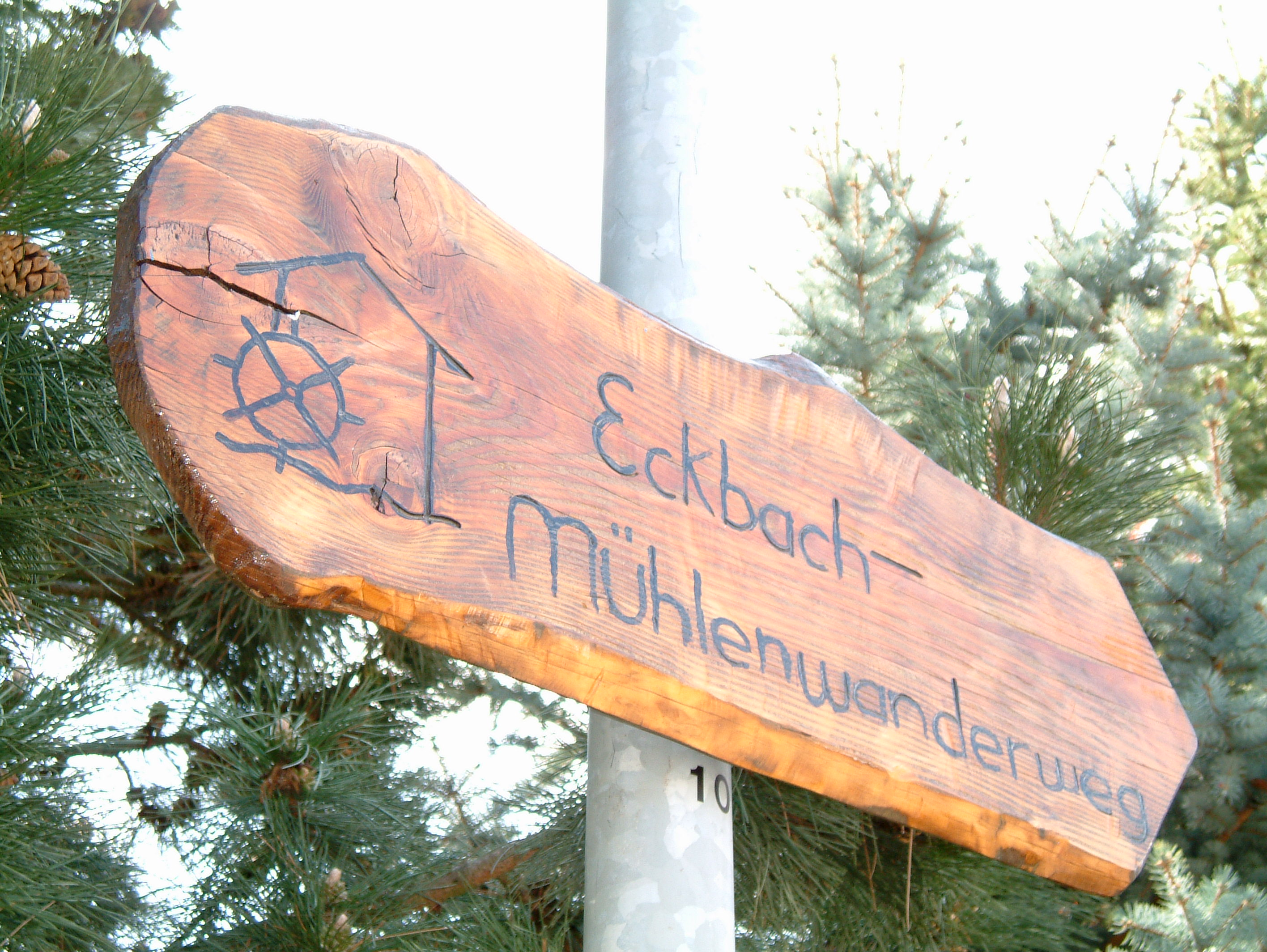
Eckbach-Mühlenwanderweg
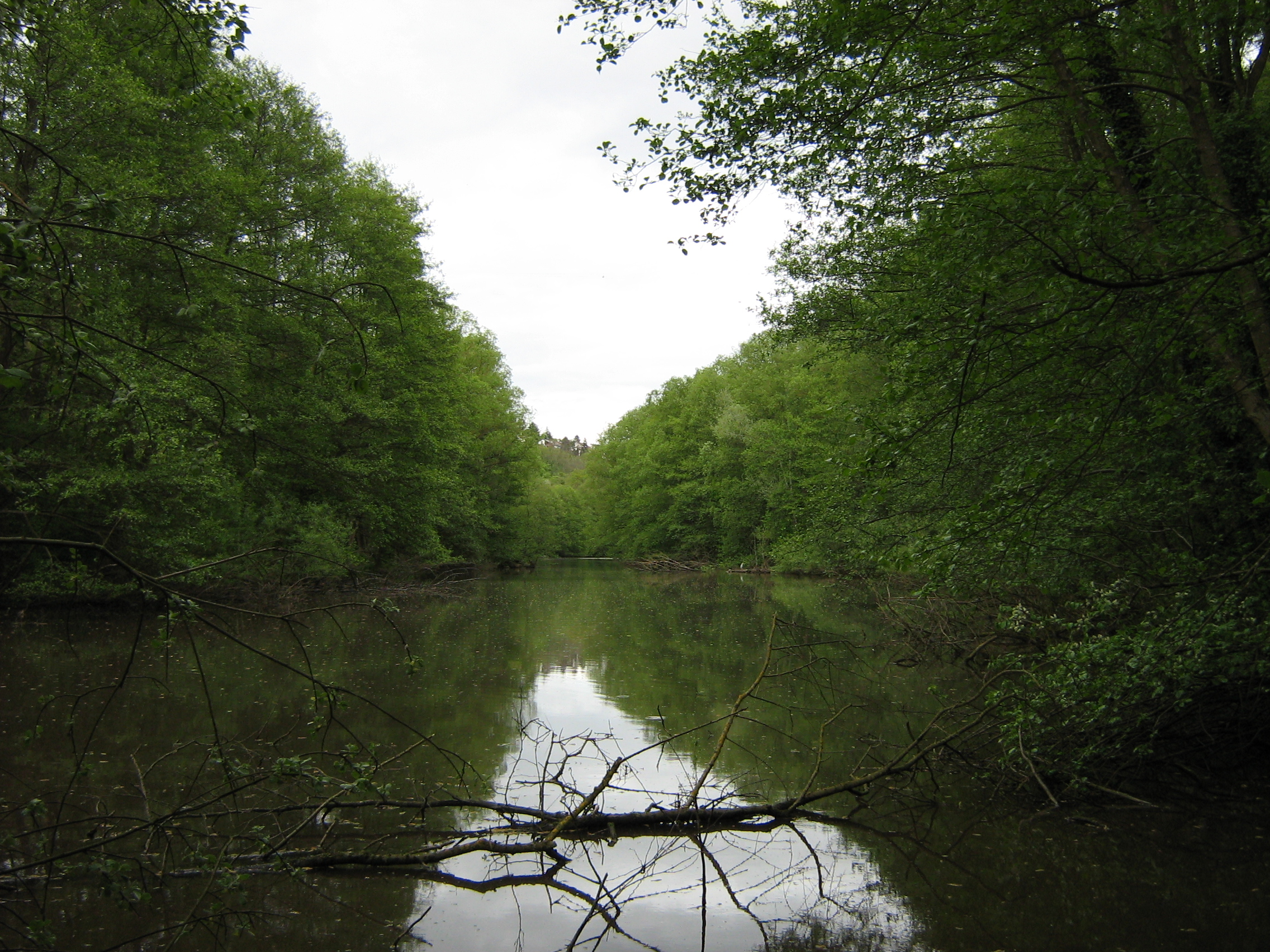
Eckbachweiher, Blick bachabwärts
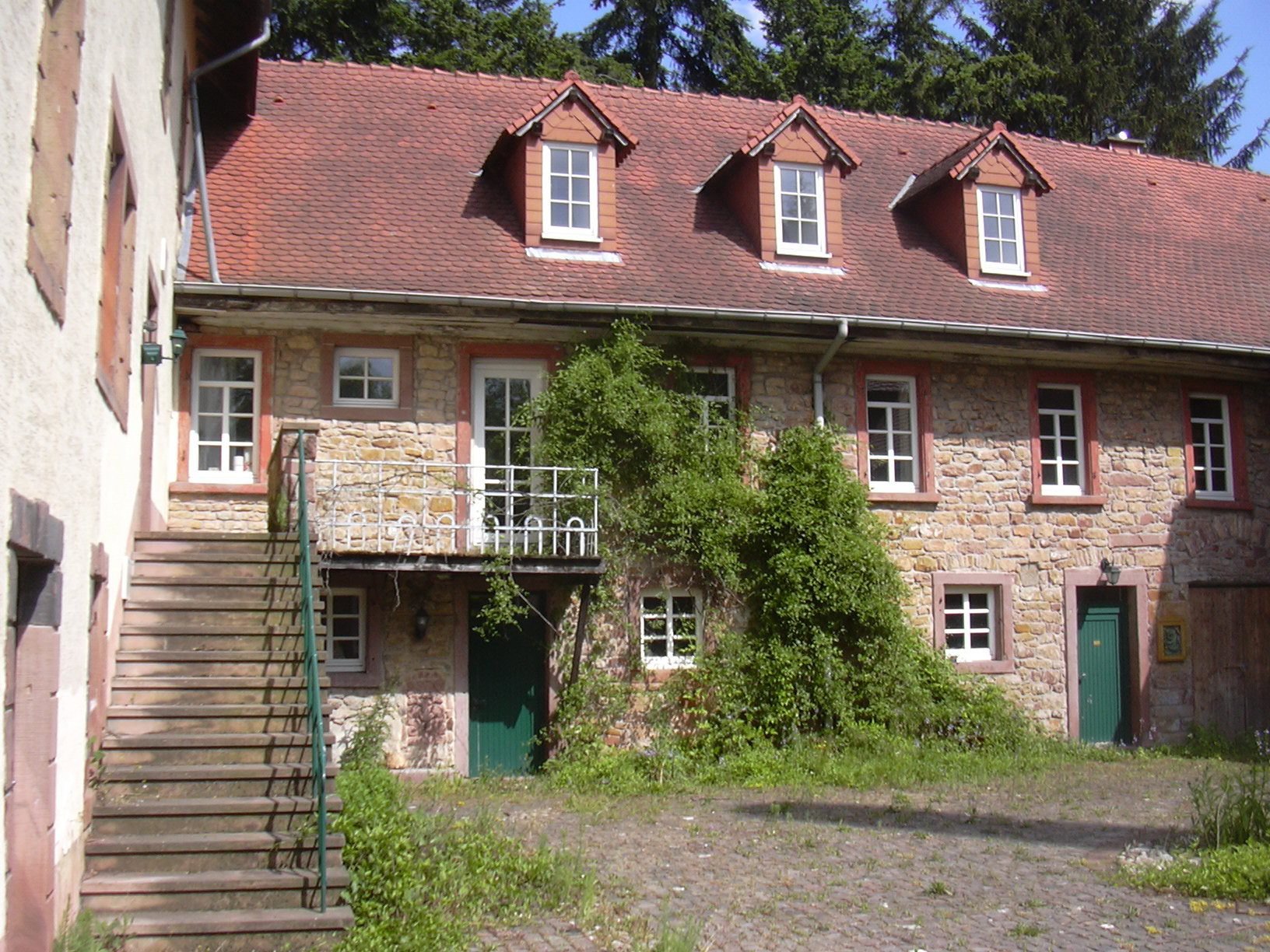
Felsenmühle, Innenhof und Wohnflügel
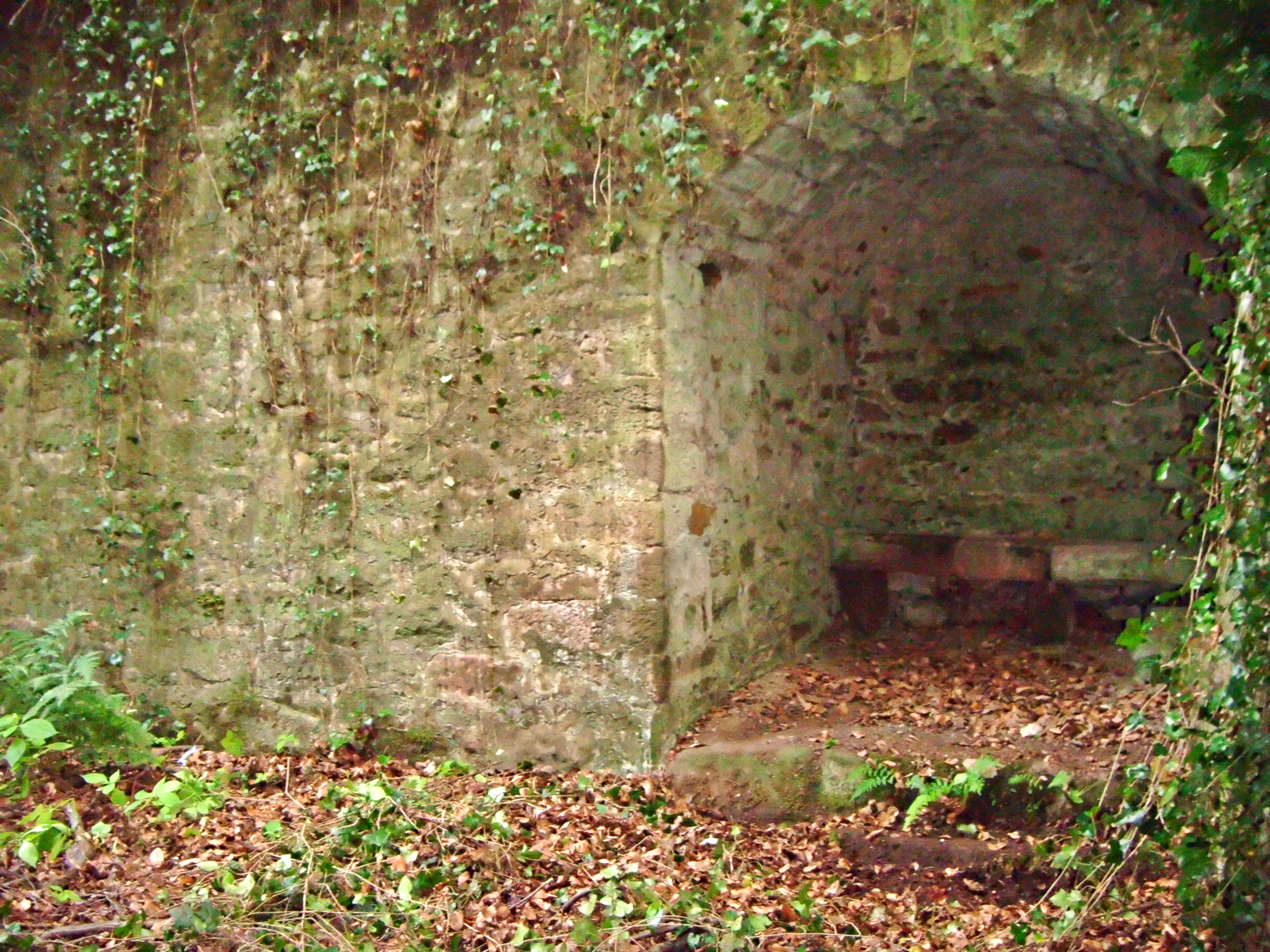
Historischer Waschplatz, westliche Seitenwand